# Nordeste-Linhas-Aéreas-Flug 115
Am 11. November 1991 verunglückte eine Embraer EMB 110 auf dem Inlandslinienflug Nordeste-Linhas-Aéreas-Flug 115 von Recife nach Salvador, wobei alle 15 Insassen und 2 Personen am Boden starben.

## Flugzeug
Das betroffene Flugzeug war eine 11 Jahre alte Embraer EMB-110P1 Bandeirante (Luftfahrzeugkennzeichen:PT-SCU, Werknummer:110314), die mit 2 Turboproptriebwerken des Typs Pratt & Whitney Canada PT6A-34 ausgestattet war.

## Verlauf
Während die EMB 110 auf der Startbahn beschleunigte, kam es zum uneingedämmten Schaden des rechten Triebwerks, woraufhin ein Feuer ausbrach. Der Start wurde dennoch fortgesetzt und das Flugzeug rotierte, bei 900 m, anstatt bei den üblichen 570 m. Es stieg nur langsam und es kam erneut zu einem Knall, woraufhin sich Teile vom brennenden Triebwerk lösten, herabfielen und einen kleinen Bereich im eingezäunten Flughafenbereich in Brand setzten. Das Flugzeug erreichte eine Höhe von 30 m und gierte sich daraufhin nach rechts. Danach streifte es 2 Häuser, zerschellte um 21:43 Uhr, 30 s nach dem Abheben, auf einem öffentlichen Platz und explodierte daraufhin.

## Unfalluntersuchung
Die Unfallermittlung wurde dadurch erschwert, dass das Flugzeug keine Flugschreiber hatte.
Bei den Untersuchungen wurde festgestellt, dass im rechten Triebwerk eine Sammelschiene eines Sensors, der für die Temperaturanzeige verantwortlich war, unzureichend gesichert und isoliert war, weswegen sich Teile der Isolierung lösten. Dies hatte zum einen die Folge, dass eine zu niedrige Temperatur angezeigt wurde und zum anderen die Kühllöcher des sogenannten CT-Vane-Rings verstopften, an dem die Kompressorturbine hing. Deswegen arbeitete das rechte Triebwerk eine Zeit lang bei erhöhter Temperatur. Darüber hinaus hatten die Schaufeln durch eine fehlerhafte Schmelzung Wandstärken, welche von denen in der Konstruktion abwichen. Aufgrund dieser Faktoren kam es mit der Zeit zu Rissen an dem Ring und letztlich zum Triebwerksschaden, als dieser versagte.
Den Ermittlungen zufolge hätten die Piloten den Start abbrechen können und auch sollen. Es konnte aufgrund der fehlenden Flugschreiber zwar nicht bestätigt werden, aber möglicherweise war das Seitenruder in die falsche Richtung (in die des ausgefallenen Triebwerks) getrimmt. Dies wäre entweder vor dem Start oder nach dem Triebwerksausfall passiert. Simulatorflüge bei Embraer zeigten jedenfalls, dass bei richtiger Trimmung ein flacher Steigflug möglich gewesen wäre, jedoch bei falscher kein Weiterflug möglich war. Die Nacht könnte ebenfalls das Verhalten der Piloten negativ beeinflusst haben, weshalb sie den Start fortsetzten.
Bei der Fluggesellschaft wurden mehrere schwere Mängel gefunden. Sie hatte kein Ausbildungsprogramm und ließ die Piloten nicht am Flugsimulator ausbilden, der diese auf Notfälle vorbereitet hätte. Der Ausbilder war auf demselben Wissensstand wie die Auszubildenden. Auch die Wartung war mangelhaft, bei der es insgesamt 3 „Hot Section Inspection“ (HSI) am rechten Triebwerk des verunglückten Flugzeugs gab. Bei allen wurden die Risse am CT-Vane-Ring gefunden. Im Wartungshandbuch stand, dass ab einer bestimmten Materialabnutzung die gesamte Beschaufelung ersetzt werden müsse. Trotz der Risse und einer Einsatzzeit von 1.250 Stunden wurde der Ring nicht ersetzt und für weitere 1.250 Stunden Einsatz freigegeben. Diese Prozedurabweichung hatte der Wartungsprüfer weder beaufsichtigt noch überprüft. Vom Wartungsingenieuer gab es nur bei der 1. und 3. HSI eine Unterschrift, während es vom Prüfer bei allen HSIs keine gab. Auch das alles hatte die Fluggesellschaft nicht ordnungsgemäß überwacht.

## Empfehlungen
Als Folge des Unfalls wurden 4 Empfehlungen an Nordeste Linhas Aéreas gegeben. Sie sollte unter anderem Flugsimulatoren zur Vorbereitung von Notfällen bereitstellen und die Wichtigkeit des Briefings für Normalbetrieb und Notfälle hervorheben. Weitere 7 wurden an die entsprechende Luftfahrtbehörde verteilt. Sie sollte unter anderem Flugsimulatoren für Fluggesellschaften verpflichtend machen, klare Zeitfristen für diese erstellen, in der sie Mindestsicherheitsanforderungen für Training und Wartung erfüllen müssen. Auch solle sie sowohl den Fluggesellschaften als auch den Wartungsarbeitern empfehlen, bei der Wartung die Isolation der Sammelschiene zu überprüfen und wenn nötig auch die Kühllöcher auf Verstopfungen durch abgelöste Teile zu inspizieren.